# Efecte d'espectador
L'efecte d'espectador és un fenomen psicològic pel qual és menys probable que una persona intervinga en una situació d'urgència quan hi ha més persones que quan està sola.

## Cas de Kitty Genovese
Un exemple que en commocionà molta gent fou el cas de Kitty Genovese, una dona apunyalada amb resultat mortal el 1964 per un violador i assassí en sèrie. Segons explicà la premsa, la matança succeí durant almenys mitja hora. L'assassí atacà Genovese, però abandonà l'escena després d'atraure l'atenció d'un veí. L'assassí llavors hi tornà deu minuts més tard i l'apunyalà. Els reportatges periodístics n'informaren que 38 testimonis estigueren mirant les punyalades sense intervenir o cridar a la policia. Això commocionà el públic i es publicaren editorials extensos que asseguraven que Estats Units s'havia convertit en una societat freda i sense compassió.
Segons un estudi publicat en American Psychologist el 2007, però, la història de l'assassinat de Genovese fou molt exagerada pels mitjans: No hi havia 38 persones observant, i sí que trucaren a la policia almenys una vegada durant l'atac i moltes persones que van sentir per casualitat l'atac no podien veure realment el que hi succeïa. Els autors de l'article suggereixen que la història continua sent mal descrita en llibres de text de psicologia social perquè funciona com una paràbola i serveix d'exemple dramàtic per als estudiants.

## Recerca en psicologia social
Un estudi de 1968 de John Darley i Bibb Latané fou el primer a demostrar l'efecte d'espectador en laboratori. S'hi realitzaren alguns estudis simples com ara: es posa una persona sola en una cambra i se li diu que pot comunicar-se'n amb altres per un intercomunicador. En realitat, només està escoltant un enregistrament de ràdio i se li ha dit que el seu micròfon estarà apagat fins que siga el seu torn de parlar. Durant l'enregistrament, un dels subjectes fingeix sobtadament estar patint un atac. L'estudi demostrà que el temps que es tardava a avisar a l'investigador variava inversament respecte al nombre de subjectes. En alguns casos mai s'arribà a avisar l'investigador.
L'explicació més comuna d'aquest fenomen és que, amb altres persones presents, els observadors assumeixen que un altre intervindrà i tots s'abstenen de fer-ho. El grup fa que s'esfume la responsabilitat. La gent pot també assumir que hi haurà algú més preparat per ajudar com un metge, i pensar que la seua intervenció seria innecessària. La gent podria tenir també por de ser avergonyida davant les persones presents en ser reemplaçada per un ajudant “superior”, o d'oferir un ajut no sol·licitat. Una altra explicació podria ser que els espectadors observen les reaccions d'altres persones en una situació d'urgència per concloure si pensen que cal intervenir-hi. Atès que els altres estan fent exactament el mateix, la gent conclou per les reaccions dels altres que l'ajut és innecessari, en el que podria ser un exemple d'ignorància col·lectiva.
Una persona pot contrarestar l'efecte d'espectador dirigint-se a una persona en particular de la multitud en lloc de dirigir-se a la gent en general. Això col·loca tota la responsabilitat en una persona concreta en lloc de deixar que es difumine. Serveix també per superar la ignorància col·lectiva, ja que la gent en veure que algú s'hi acosta a ajudar prendrà consciència real de la situació.